# Saint-Pierre-du-Mont (Nièvre)
Pour les articles homonymes, voir Saint-Pierre-du-Mont.
Saint-Pierre-du-Mont est une commune française située dans le département de la Nièvre, en région Bourgogne-Franche-Comté.
Ses habitants sont appelés les « San-Pétri-Montains » et les « San-Pétri-Montaines ».

## Géographie
Saint-Pierre-du-Mont est sur la RN 151, avec Clamecy à 10 km au nord-est et La Charité-sur-Loire à 43 km au sud-ouest.

### Communes limitrophes
Les communes limitrophes sont Breugnon, Ouagne, Cuncy-lès-Varzy, Villiers-le-Sec, Varzy, Courcelles et Corvol-l'Orgueilleux.

### Climat
Pour des articles plus généraux, voir Climat de la Bourgogne-Franche-Comté et Climat de la Nièvre.
En 2010, le climat de la commune est de type climat océanique dégradé des plaines du Centre et du Nord, selon une étude du Centre national de la recherche scientifique s'appuyant sur une série de données couvrant la période 1971-2000. En 2020, Météo-France publie une typologie des climats de la France métropolitaine dans laquelle la commune est exposée à un climat océanique altéré et est dans la région climatique  Centre et contreforts nord du Massif Central, caractérisée par un air sec en été et un bon ensoleillement. 
Pour la période 1971-2000, la température annuelle moyenne est de 10,8 °C, avec une amplitude thermique annuelle de 15,9 °C. Le cumul annuel moyen de précipitations est de 857 mm, avec 12,6 jours de précipitations en janvier et 7,7 jours en juillet. Pour la période 1991-2020, la température moyenne annuelle observée sur la station météorologique de Météo-France la plus proche, « Clamecy », sur la commune de Clamecy à 10 km à vol d'oiseau, est de 11,5 °C et le cumul annuel moyen de précipitations est de 707,4 mm. 
La température maximale relevée sur cette station est de 40,7 °C, atteinte le 25 juillet 2019 ; la température minimale est de −14 °C, atteinte le 9 février 2012,,. 
Les paramètres climatiques de la commune ont été estimés pour le milieu du siècle (2041-2070) selon différents scénarios d'émission de gaz à effet de serre à partir des nouvelles projections climatiques de référence DRIAS-2020. Ils sont consultables sur un site dédié publié par Météo-France en novembre 2022.

## Urbanisme

### Typologie
Au 1er janvier 2024, Saint-Pierre-du-Mont est catégorisée commune rurale à habitat très dispersé, selon la nouvelle grille communale de densité à sept niveaux définie par l'Insee en 2022.
Elle est située hors unité urbaine. Par ailleurs la commune fait partie de l'aire d'attraction de Clamecy, dont elle est une commune de la couronne,. Cette aire, qui regroupe 45 communes, est catégorisée dans les aires de moins de 50 000 habitants,.

### Occupation des sols
L'occupation des sols de la commune, telle qu'elle ressort de la base de données européenne d’occupation biophysique des sols Corine Land Cover (CLC), est marquée par l'importance des territoires agricoles (89,1 % en 2018), une proportion identique à celle de 1990 (89,1 %). La répartition détaillée en 2018 est la suivante : prairies (53,8 %), terres arables (32,1 %), forêts (10,9 %), zones agricoles hétérogènes (3,2 %). L'évolution de l’occupation des sols de la commune et de ses infrastructures peut être observée sur les différentes représentations cartographiques du territoire : la carte de Cassini (XVIIIe siècle), la carte d'état-major (1820-1866) et les cartes ou photos aériennes de l'IGN pour la période actuelle (1950 à aujourd'hui).

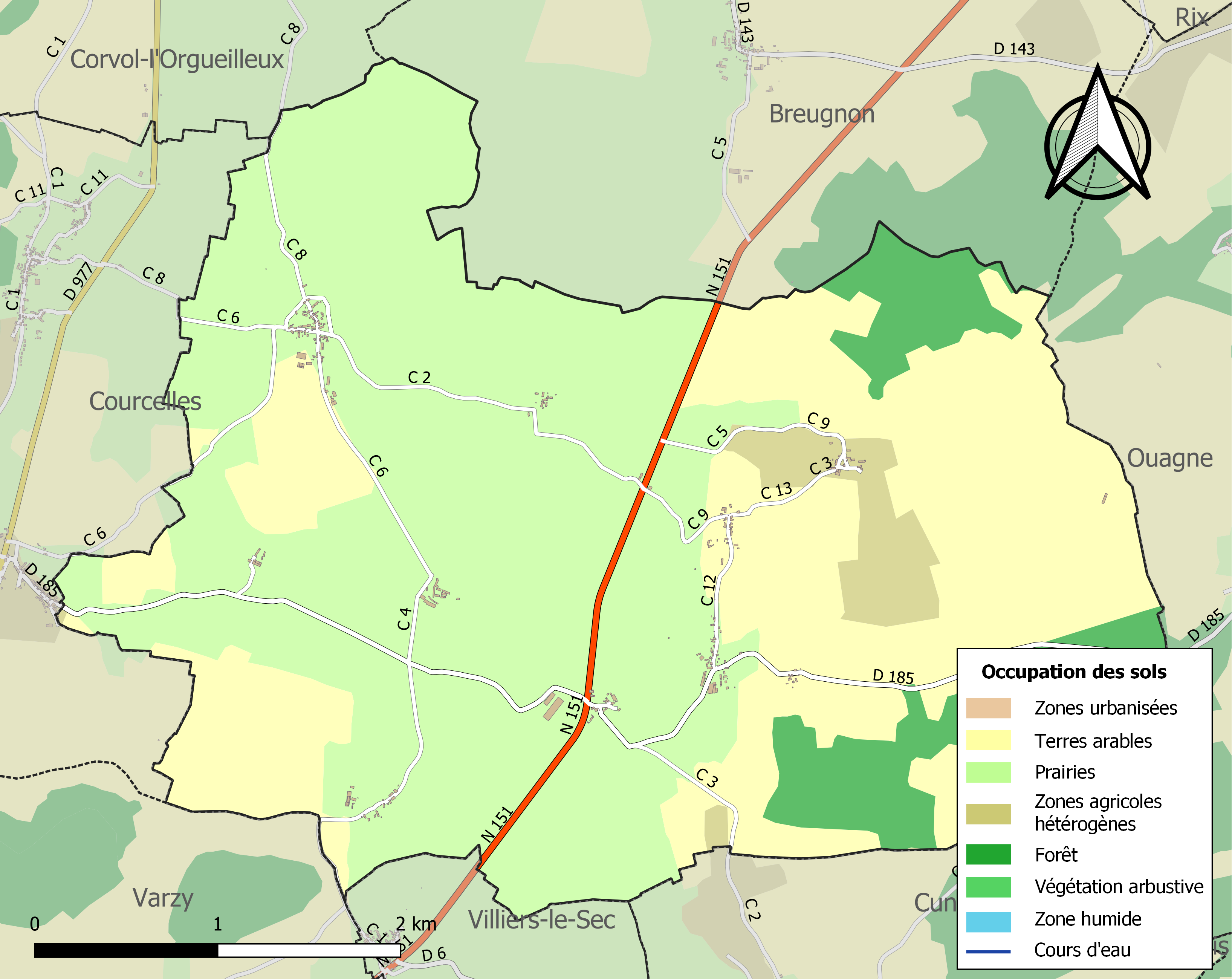
Carte des infrastructures et de l'occupation des sols de la commune en 2018 (CLC).

## Histoire
Sauf une mention indirecte en 1015, la première mention claire de Saint-Pierre-du-Mont est datée de 1176 : ecclesia sancti Petri de Montibus fait partie des revenus de la collégiale Sainte-Eugénie de Varzy (diocèse d'Auxerre).
1248 amène le départ de la septième croisade, première des deux croisades lancées par Louis IX. Profitant de l'absence du roi et des principaux parents de l'évêque, le baron de Saint-Vérain Regnaud Rongefer, qui s'est déjà fait remarquer quelque 15 ans auparavant pour son aliénation et destruction de Varzy et de son château épiscopal sous l'évêque Henri de Villeneuve, fait fortifier et élever sa maison à Saint-Pierre-du-Mont, bien que celle-ci soit déjà naturellement bien protégée du fait de sa situation en haut du Mont ; le tout à seulement 6,5 km au nord-est de Varzy. Mal lui en prend : l'évêque Guy de Mello est de plus informé que Rongefer a pour habitude de tyranniser les habitants de Varzy et qu'il a déjà tenté un coup de force sous Henri de Villeneuve. L'évêque fait donc signifier au baron qu'il doit démolir tout ce qu'il a construit ; la coutume ne permet pas de bâtir un château dans la châtellenie d'un autre seigneur supérieur et reconnu comme tel, sans sa permission. Rongefer n'obéissant pas, Mello fait appel au bras séculier, vient assiéger la place-forte, la prend en quelques jours et fait raser toutes fortifications tant anciennes que nouvelles. Vindicatif, par la suite Rongefer tente, apparemment à plusieurs reprises, d'assassiner l'évêque, sans succès.
Au XVe siècle Pierre de Broc, évêque d'Auxerre 1640-1671, accomplit ce que François de Dinteville (év. 1513-1530) n'a pu réaliser malgré son souhait : il désunit de la mense du chapitre de l'église Sainte-Eugénie de Varzy les cures de Saint-Père du Mont, de l'église Saint-Pierre de Varzy et de Brugnon.

## Politique et administration
| Période                                  | Période | Identité             | Étiquette | Qualité                           |
| ---------------------------------------- | ------- | -------------------- | --------- | --------------------------------- |
| mars 2008                                | 2009    | Jacques Edgard-Rosa  |           | directeur de laboratoire retraité |
| juin 2009                                | 2014    | Danièle Niquet       |           | retraitée                         |
| mars 2014                                | 2015    | Jean-Michel Malhappe |           |                                   |
| Les données manquantes sont à compléter. |         |                      |           |                                   |

## Démographie
L'évolution du nombre d'habitants est connue à travers les recensements de la population effectués dans la commune depuis 1793. Pour les communes de moins de 10 000 habitants, une enquête de recensement portant sur toute la population est réalisée tous les cinq ans, les populations de référence des années intermédiaires étant quant à elles estimées par interpolation ou extrapolation. Pour la commune, le premier recensement exhaustif entrant dans le cadre du nouveau dispositif a été réalisé en 2004.

En 2022, la commune comptait 163 habitants, en évolution de −18,91 % par rapport à 2016 (Nièvre : −3,28 %, France hors Mayotte : +2,11 %).
| 1793 | 1800 | 1806 | 1821 | 1831 | 1836 | 1841 | 1846 | 1851 |
| ---- | ---- | ---- | ---- | ---- | ---- | ---- | ---- | ---- |
| 714  | 598  | 622  | 656  | 699  | 637  | 629  | 671  | 617  |

| 1856 | 1861 | 1866 | 1872 | 1876 | 1881 | 1886 | 1891 | 1896 |
| ---- | ---- | ---- | ---- | ---- | ---- | ---- | ---- | ---- |
| 641  | 625  | 592  | 507  | 517  | 484  | 455  | 436  | 372  |

| 1901 | 1906 | 1911 | 1921 | 1926 | 1931 | 1936 | 1946 | 1954 |
| ---- | ---- | ---- | ---- | ---- | ---- | ---- | ---- | ---- |
| 333  | 316  | 282  | 232  | 224  | 210  | 175  | 171  | 204  |

| 1962 | 1968 | 1975 | 1982 | 1990 | 1999 | 2004 | 2006 | 2009 |
| ---- | ---- | ---- | ---- | ---- | ---- | ---- | ---- | ---- |
| 199  | 205  | 183  | 154  | 166  | 165  | 186  | 183  | 205  |

| 2014 | 2019 | 2022 | - | - | - | - | - | - |
| ---- | ---- | ---- | - | - | - | - | - | - |
| 199  | 170  | 163  | - | - | - | - | - | - |